# فرودگاه شهرستان راک
فرودگاه راک کانتی (به انگلیسی: Rock County Airport) یک فرودگاه همگانی بهره‌برداری هوایی است که یک باند فرود بتن دارد و طول باند آن ۱۴۳۲ متر است. این فرودگاه در کشور ایالات متحده آمریکا قرار دارد و در ارتفاع ۷۱۶ متری از سطح دریا واقع شده است.